# Sabrina Zwach
Sabrina Zwach (* 25. Januar 1969 in Heidelberg) ist eine deutsche Theaterschaffende und Kuratorin. Sie lebt in Berlin.

## Leben
Zwach arbeitet als Dramaturgin und Autorin. Sie war für die Volksbühne am Rosa-Luxemburg-Platz und das Berliner Ensemble, das Kunstprojekt hamlet X und das Zürcher Theater Spektakel tätig. Sie kuratierte im Auftrag der Bundeszentrale für politische Bildung das 6. Festival „Politik im Freien Theater“ in Berlin sowie ein Programmsegment im Rahmen von „Weimar 1999 – Kulturstadt Europas“. Sie wurde mit Lehraufträgen (u. a. Falckenberg-Schule, München, dem Mozarteum und der Ernst-Busch-Schauspielschule, Berlin) und theaterpädagogischen Projekten beauftragt. Sie arbeitete Für Kurt Krömer und René Marik. Sie arbeitete in der künstlerischen Leitung der Volksbühne Berlin unter Frank Castorf, dem Berliner Ensemble unter Oliver Reese und dem Burgtheater in Wien unter Martin Kusel. 
Seit 2020 ist Zwach Teil des Künstler-Kollektivs CHEZ COMPANY. Sie realisiert in verschiedenen Konstellationen und alleine Kunstprojekte im deutschsprachigen Raum.

## Kuratorin
Sabrina Zwach war von 2006 bis 2008 Kuratorin des Kunstprojekts hamlet_X // phase 2, außerdem beim 6. Festival „Politik im Freien Theater“ 2005. Beides fand in Berlin statt. Zusätzlich war sie 1999 im Kontext der „Weimar 1999 – Kulturstadt Europas“ und 2005 bei „Räuber und Gendarmen“ in Weimar als Kuratorin tätig.

## Dramaturgie
Als Dramaturgin arbeitete Sabrina Zwach mit Herbert Fritsch, Herbert Grönemeyer, Claudia Bauer, Ersan Mondtag, Robert Borgmann, Simon Stone, Antu Nunes, Anne Lenk, Mateja Koleznik, Clemens Sienknecht, Barbara Bürk, Gesine Danckwart oder Angela Richter.
- Das Haus in Montevideo (Fassung, Bearbeitung nach Curt Goetz), 2008, neues theater Halle
- Tartuffe (Moliere), 2008 // dramaturgische Mitarbeit, Theater Oberhausen
- Spielbank (Stückentwicklung Fritsch, Zwach), 2008, Hessisches Staatstheater Wiesbaden
- Der Raub der Sabinerinnen (Fassung, Bearbeitung nach Curt Goetz), 2009, Neues Theater Halle
- Pferd frißt Hut (Neuübersetzung, Songtexte und Fassung nach Labichs Florentinerhut), Uraufführung: Theater Oberhausen, 2009
- Herr Fuchs oder einfach: Volpone (Fassung, Bearbeitung von Ben Jonsons Volpone), Hessisches Staatstheater Wiesbaden, 2009
- Elf Onkel (Drehbuch gemeinsam mit Herbert Fritsch, Dramaturgie), Spielfilm, 101 Minuten, Regie: Herbert Fritsch
- Macbeth (Neuübersetzung, Fassung nach Shakespeare), Neues Theater Halle, 2010
- Die Affäre der Rue de Lourcine (Neuübersetzung, Fassung nach Labiche), Theater Magdeburg, 2010
- Sparschwein (Neuübersetzung, Fassung nach Labiche), Theater Karlsruhe und Solothurn, 2010
- Die Nibelungen (Fassung nach Hebbel), Bremer Theater, 2011
- Icke – Die Oper, Volksbühne am Rosa-Luxemburg-Platz, Berlin, 2011
- Die (s)panische Fliege, Volksbühne am Rosa-Luxemburg-Platz, Berlin, 2011
- Der Raub der Sabinerinnen (Fassung, Bearbeitung nach Curt Goetz), 2011, Thalia Theater Hamburg
- Herr Puntila und sein Knecht Matti, Schauspiel Köln, 2012
- Murmel Murmel, Volksbühne am Rosa-Luxemburg-Platz, 2012
- Die Banditen, Theater Bremen, 2012
- Der Revisor, Bayrisches Staatsschauspiel München, Residenztheater, 2012
- Tri Sestri, Opernhaus Zürich, 2013
- Frau Luna, Volksbühne am Rosa-Luxemburg-Platz, 2013
- Die Physiker, Schauspielhaus Zürich, 2013
- Ohne Titel Nr. 1, Volksbühne am Rosa-Luxemburg-Platz, 2014
- Die Schule der Frauen (Neuübersetzung, Fassung Molière), Hamburger Schauspielhaus, 2014
- Frivole Sommerfrische in möglicherweise drei Liebesakten (Neuübersetzung, Fassung nach Goldoni), Residenztheater München, 2014
- Don Giovanni (Neuübersetzung, Einrichtung nach da Ponte), Komische Oper Berlin, 2014
- der die mann, Volksbühne am Rosa-Luxemburg-Platz, 2015
- Die Kassette, (Fassung nach Sternheim), Deutsches Schauspielhaus Hamburg, 2015
- Der eingebildete Kranke, (Neuübersetzung, Fassung nach Molière), Burgtheater Wien, 2015
- King Arthur, Libretto, Opernhaus Zürich, 2016
- Silk Road, Schauspiel Köln, 2016
- Pfusch, Volksbühne am Rosa-Luxemburg-Platz, 2016
- Komödie der Irrungen, (Fassung, Neuübersetzung) Burgtheater Wien, 2017
- Nichts von mir, Berliner Ensemble, 2018
- Krieg, Berliner Ensemble, 2018
- Ballroom Schmitz, Berliner Ensemble, 2018
- Griechische Trilogie, Berliner Ensemble, 2018
- Brecht in der Autowerkstatt, Berliner Ensemble und Olaf Nicolai, 2018
- Max und Moritz, Berliner Ensemble, 2019
- The Party, Burgtheater Wien, 2019
- Der Henker, Burgtheater Wien, 2019
- theblondproject, Burgtheater Wien, 2019
- Schwarzwasser, Burgtheater Wien, 2020
- Des Kaisers neue Kleider, Burgtheater Wien, 2020
- The making of Blond, Deutsche Oper Berlin, 2021
- Reich des Todes, Burgtheater Wien, 2022
- Carmen, Staatsoper Hamburg, 2022
- Die for Life, Theater Neumarkt, Zürich, 2022
- Die gefesselte Phantasie, Burgtheater Wien, 2023
- Der Geizige, Schauspiel Frankfurt, 2023
- Pferd frisst Hut, Oper Basel, 2023
- Das Portal, Staatstheater Stuttgart, 2024
- Zentralfriedhof, Burgtheater Wien, 2024
- RITE FOR FALL, Kunsthalle Hamburg und Kampmagel, 2024
- VOLPONE Deutschen Schauspielhaus Hamburg, Veddel, 2025
- Pferd frisst Hut Komische Oper Berlin, 2025

## Freie Projekte
- Sabrina Zwach entwickelt als Autorin und Regisseurin verschiedene Freie Projekte, wie Theaterinszenierungen, Podcasts, Blogs.

So zeichnet sie für die Regie der Inszenierung "Trauer IST DAS DING MIT FEDERN" mit Matthias Buss und Maximilian Grill verantwortlich. 
Außerdem für das Lesehappening
"Frieden für Alle" am Theater Münster gemeinsam mit Gesine Danckwart als Teil des Künstler*innenkollektivs CHEZ COMPANY. 
In dieser Konstellation erarbeitet sie das Kommunikationsprojekt "SAY IT!" und für die Europäische Kulturstadt Salzkammergut 2024 
"Das vermutlich beste Hotel der Welt". 
- https://chez-company.org/projekt/das-vermutlich-beste-hotel-der-welt-edition-salzkammergut
- Applaus Applaus, Podcast über die Liebe zum Theater
- https://chez-company.org/projekt/briefe-vom-anfang-ueber-das-ende

Als Dramatikerin und Regisseurin erarbeitete sie 2025 in der Roten Fabrik Zürich den Soloabend mit und für Susanne Abelein "WIND OF CHANGE - ein Special über das unlustigste Thema der Welt".
- https://www.pszeitung.ch/sensationell/

## Publikationen
- Autorin, Künstlerin von: hamlet_X // Interpolierte Fressen, Verlag Theater der Zeit, 2006, Theater im Buch, gemeinsam mit Herbert Fritsch
- Textbeiträge in verschiedenen Publikationen im Themenfeld Performance und site specific
- Aufgenommen als Lyrikerin in der Frankfurter Bibliothek, 2014

## Preise und Auszeichnungen
- Deutscher Literaturtheaterpreis, 1994
- Weimarpreis, 2003 im Team von Radio Lotte
- Berliner Theatertreffen 2012 Die (s)panische Fliege
- Berliner Theatertreffen 2013 Murmel, Murmel
- Berliner Theatertreffen 2014 Ohne Titel Nr. 1
- Berliner Theatertreffen 2016 der die mann
- 1. Platz // Gewinner Münchner Kurzgeschichtenwettbewerb 2014
- Berliner Theatertreffen 2017 Pfusch
- boxen-team